# GNOME VFS
GNOME VFS è l'acronimo di GNOME Virtual File System. Fornisce una API per la lettura, scrittura ed esecuzione di file. È utilizzato da Nautilus e da altre applicazioni GNOME.